# Son premier baiser
Pour plus de détails, voir Fiche technique et Distribution.
Son premier baiser (Her First Beau) est un film américain en noir et blanc réalisé par Theodore Reed, sorti en 1941.

## Synopsis
Penelope "Penny" Woods a quinze ans et rêve d'être écrivain. Elle estime toutefois qu'il lui faut préalablement acquérir davantage d'expérience de la vie. Elle est attirée par un ami de son oncle Mervyn : Roger Van Vleck, un étudiant fringant mais vaniteux, qui semble tout posséder. Penny rêve d'une grande romance adulte. Cependant elle finit par découvrir la vraie nature du jeune homme et se rend compte qu'elle préfère la compagnie de son ami de longue date, Chuck, qui poursuit son rêve d'être ingénieur en aéronautique.

## Fiche technique
- Titre français : Son premier baiser
- Titre original : Her First Beau
- Réalisation : Theodore Reed
- Scénario : Gladys Lehman, Karen DeWolf (en), d'après la pièce de théâtre de Florence Ryerson (en) et Colin Clements
- Photographie : George Meehan
- Costumes : Irene Saltern
- Montage : Charles Nelson
- Musique : Morris Stoloff
- Producteur : B. B. Kahane
- Société de production et de distribution : Columbia Pictures
- Pays de production :  États-Unis
- Langue d'origine : anglais américain
- Format : noir et blanc — 35 mm — projection : 1.37:1 - son : mono (Western Electric Sound System)
- Genre : comédie romantique, teen movie
- Durée : 77 minutes
- Date de sortie :
  - États-Unis : 8 mai 1941

## Distribution
- Jane Withers : Penny Wood
- Jackie Cooper : Chuck Harris
- Kenneth Howell : Roger Van Vleck, l'étudiant
- William Tracy : Mervyn Roberts, l'oncle
- Edith Fellows : Milly Lou
- Josephine Hutchinson : Mme Wood
- Martha O'Driscoll : Julie Harris
- Edgar Buchanan : Elmer Tuttle
- Una O'Connor : Effie
- Jonathan Hale : M. Harris
- Addison Richards : Tom Wood